# Milaș
Milaș, in passato Milașul Mare, (in ungherese Nagynyulas, in tedesco Hasendorf) è un comune della Romania di 1 494 abitanti, ubicato nel distretto di Bistrița-Năsăud, nella regione storica della Transilvania.
Il comune è formato dall'unione di 6 villaggi: Comlod, După Deal, Ghemeș, Hirean, Milaș, Orosfaia.
Milaș ha dato i natali al cardinale Iuliu Hossu (1885-1970)